# AC Ajaccio
AC Ajaccio je francuski nogometni klub iz Ajaccia. Trenutačno nastupa u Championnat Nationalu, trećem rangu francuskog nogometa. Godine 1967. postali su prvi korzikanski klub koji je igrao u najvišem rangu francuske lige. Dva puta su osvojili Ligue 2, u sezonama 1966./67. i 2000./01., a devet puta su osvajali Ligue de Corse. Glavni rivali su Bastia s kojom igraju Korzikanski derbi i Gazélec Ajaccio. Igraju na Stade François Coty koji može primiti 10.446 gledatelja.

## Najveći uspjesi
- Ligue 2
  - Prvak (2): 1966./67., 2001./02.
- Championnat National
  - Prvak (1): 1997./98.
- Ligue de Corse
  - Prvak (9): 1920., 1921., 1934., 1939., 1948., 1950., 1955., 1964., 1994.

## Vanjske poveznice
- Službene stranice